# Einkommensverteilung in Spanien
Die Einkommensverteilung in Spanien betrachtet die personelle Verteilung der Einkommen in Spanien. Die personelle Einkommensverteilung betrachtet dabei, wie das Einkommen einer Volkswirtschaft auf einzelne Personen oder Gruppen (z. B. Privathaushalte) verteilt ist.
Die Einkommensungleichheit in Spanien hat in den vergangenen Jahrzehnten tendenziell abgenommen, allerdings gab es auch Perioden des Anstiegs: nach der Rezession 1993 und auch im Zuge der Weltwirtschaftskrise ab 2007 stieg die Einkommensungleichheit.
Im Jahr 2017 betrug der Gini-Index der verfügbaren Äquivalenzeinkommen für Spanien 34,1%. Im Vergleich mit den Ländern der Europäischen Union belegt Spanien den 24. Rang, die Einkommen in Spanien sind also relativ ungleich verteilt.

## Verteilungsindikatoren – Methoden zur Darstellung

Entwicklung des Durchschnittlichen und Median-Einkommens in Spanien plus HVPI bereinigte Werte (2004–2017)

Um die Einkommensverteilung in einem Land zu messen, werden verschiedene Indikatoren und Methoden benutzt.
Die personelle Verteilung von Einkommen wird von Eurostat auf Basis der verfügbaren Äquivalenzeinkommen gemessen, welche das verfügbare Einkommen der Mitglieder eines Haushalts auf Personenebene wiedergeben. Zudem werden für den internationalen Vergleich der Gini-Index und für den Vergleich der Ungleichheit zwischen den Metropolregionen Spaniens Daten der OECD verwendet.

### Durchschnitts- und Medianeinkommen

Entwicklung des Gini-Koeffizienten nach EU-SILC in Spanien, sowie des EU-27 Durchschnitt und seiner Nachbarländer Frankreich und Portugal (2004–2017)

Das durchschnittlich verfügbare jährliche Äquivalenzeinkommen betrug in Spanien im Jahr 2017 16.392€. Das Median-Einkommen lag 2017 bei 14.207 €. 50 % der Haushalte verfügten damit über mehr als 14.207 € Jahreseinkommen und 50 % über weniger. Ein durchschnittliches Einkommen über dem Median-Einkommen bedeutet, dass die verfügbaren Einkommen rechtsschief verteilt sind. Nach 2008 sind das Durchschnitts- und das Medianeinkommen zunächst zurückgegangen, jedoch stiegen sie seit 2014 wieder. Zu berücksichtigen ist hierbei, dass es sich um die Nominaleinkommen handelt, diese also nicht inflationsbereinigt sind.
Sowohl der nominale, als auch der bereinigte Mittelwert (um den HVPI) der Einkommen in Spanien steigen bis zum Jahr 2009 an. Von 2009 bis 2014 kann man eine fallende Tendenz des (bereinigten) Mittelwerts erkennen, bis die Werte ab 2014 erneut ansteigen.
Der nominale und reale Median der Einkommen in Spanien verhalten sich sehr ähnlich. Von 2004 bis 2009 lässt sich eine steigende Tendenz der Medianeinkommen beobachten. Von 2009 bis 2014 fällt das Medianeinkommen in Spanien, bis es ab 2014 wieder einen steigenden Verlauf annimmt.

### Gini-Koeffizient

Entwicklung des Gini-Koeffizienten des Verfügbaren Einkommens nach Steuern und Transfers nach OECD Daten in Spanien, Frankreich und Portugal, sowie des EU-27 Durchschnitts (2004–2016)

Im Jahr 2017 war der Gini-Index Spaniens im EU-Vergleich auf einem relativ hohen Niveau, nur Lettland, Litauen, Serbien und Bulgarien wiesen laut Eurostat in diesem Zeitraum einen höheren Gini-Index auf. Im Durchschnitt lag der Gini-Index der EU-Länder im Zeitraum von 2005 bis 2017 stets unter jenem von Spanien, die Einkommensungleichheit in der EU war also durchschnittlich geringer. Zudem war der Gini-Index Spaniens auch im Vergleich mit den Nachbarländern Frankreich und Portugal (siehe auch Einkommensverteilung in Portugal, Einkommensverteilung in Frankreich) verhältnismäßig hoch.
Anhand der OECD Daten ist ersichtlich, dass die verfügbaren Einkommen vor Steuern und staatlichen Transfers für 2007 einen Gini-Index von 45 % und für 2016 von 52 % ausweisen. Der beträchtliche Unterschied zwischen dem verfügbaren Einkommen vor und nach Steuern und Transfers kann als Gradmesser für eine hohe staatliche Einkommensumverteilung interpretiert werden. Nach Steuern und Transfers betrug der Gini-Index Spaniens für 2007 32,5 % und für das Jahr 2016 34 %.

Entwicklung des S80/S20 Einkommensquintilverhältnisses in Spanien und dem EU-27 Durchschnitt (2004–2017)

### Einkommensquintilverhältnis (S80/S20)
Das Einkommensquintilverhältnis beschreibt das Verhältnis des gesamten verfügbaren Einkommens der reichsten 20 % der Bevölkerung zum gesamten verfügbaren Einkommen der ärmsten 20 % der Bevölkerung. 2017 betrug das Einkommensquintilverhältnis 6,6. Die 20 % der Bevölkerung mit dem höchsten Einkommen verfügten damit über ein Äquivalenzeinkommen, das 6,6 Mal so hoch war, wie jenes der 20 % der Bevölkerung mit dem geringsten Einkommen. Seit 2008 ist das Einkommensquintilverhältnis der verfügbaren Einkommen in Spanien angestiegen, aber seit 2014 ging es wieder zurück. In den beobachteten 10 Jahren lag das Einkommensquintilverhältnis Spaniens stets deutlich über dem (gewichteten) EU-Durchschnitt und zeigt damit eine höhere Einkommensungleichheit für den untersuchten Zeitraum als in anderen EU-Ländern.

Entwicklung des Top-10-%-Anteils am Gesamteinkommens in Spanien und des EU-27 Durchschnitt (2007–2017)

### Top-10-%-Anteil am Gesamteinkommen
Der Top-10-%-Anteil beschreibt, welchen Anteil am gesamten nationalen Äquivalenzeinkommen die 10 % der Bevölkerung mit dem höchsten verfügbaren Einkommen halten. In Spanien verfügten die reichsten 10 % der Bevölkerung 2017 über 24,4 % der gesamten nationalen Äquivalenznettoeinkommen. Im gewichteten EU-Durchschnitt lag dieser Anteil 2017 bei 23,8 %. Das bedeutet, dass die höchsten 10 % der Einkommen in Spanien relativ etwas mehr ausmachen, als im EU-27 Durchschnitt.

### Armutsgefährdungsquote
Die Armutsgefährdungsquote ist über die vergangenen Jahre in Spanien leicht angestiegen und lag 2017 bei 21,6 %. Dies bedeutet, dass dieser Anteil der Bevölkerung über weniger als 60 % des Median-Äquivalenzeinkommens verfügte. Die Armutsgefährdungsquote im gewichteten EU-27 Durchschnitt lag 2017 mit 16,9 % unter der spanischen, es sind in Spanien folglich mehr Personen armutsgefährdet.
| Tabelle 1: Indikatoren der Einkommensverteilung in Spanien |                                     |                          |                    |                                          |                                          |                          |
| Jahr                                                       | Durchschnittliches Einkommen (in €) | Median- Einkommen (in €) | Gini- Index (in %) | Einkommensquintils- verhältnis (S80/S20) | Anteil der oberen 10% am Gesamteinkommen | Armutsgefährdungs- quote |
| 2017                                                       | 16.392                              | 14.207                   | 34,1               | 6,6                                      | 24,4%                                    | 21,6%                    |
| 2016                                                       | 15.842                              | 13.685                   | 34,5               | 6,6                                      | 24,9%                                    | 22,3%                    |
| 2015                                                       | 15.408                              | 13.352                   | 34,6               | 6,9                                      | 24,8%                                    | 22,1%                    |
| 2014                                                       | 15.405                              | 13.269                   | 34,7               | 6,8                                      | 24,7%                                    | 22,2%                    |
| 2013                                                       | 15.635                              | 13.523                   | 33,7               | 6,3                                      | 24,5%                                    | 20,4%                    |
| 2012                                                       | 16.118                              | 13.864                   | 34,2               | 6,5                                      | 24,7%                                    | 20,8%                    |
| 2011                                                       | 16.280                              | 13.929                   | 34,0               | 6,3                                      | 25,0%                                    | 20,6%                    |
| 2010                                                       | 16.924                              | 14.605                   | 33,5               | 6,2                                      | 24,6%                                    | 20,7%                    |
| 2009                                                       | 17.042                              | 14.795                   | 32,9               | 5,9                                      | 24,4%                                    | 20,4%                    |
| 2008                                                       | 16.190                              | 13.963                   | 32,4               | 5,6                                      | 24,2%                                    | 19,8%                    |
| 2007                                                       | 13.265                              | 11.644                   | 31,9               | 5,5                                      | 23,6%                                    | 19,7%                    |
| 2006                                                       | 12.632                              | 11.111                   | 31,9               | 5,5                                      | 23,7%                                    | 20,3%                    |
| 2005                                                       | 11.987                              | 10.417                   | 32,2               | 5,5                                      | 23,8%                                    | 20,1%                    |
| 2004                                                       | 11.546                              | 10.200                   | 31,0               | 5,2                                      | 23,3%                                    | 20,1%                    |

## Regionale Ungleichheit

Verfügbares Haushaltseinkommen in Spanien 2016, Quelle: Eurostat, EU-SILC

### Regionale Verteilung des verfügbaren Haushaltseinkommens
Die regionale Ungleichheit untersucht, wie Einkommen bzw. Vermögen innerhalb eines Landes unter den verschiedenen Regionen verteilt sind.
Im Zentrum Spaniens (Kastilien-La Mancha) und in Katalonien befanden sich für den untersuchten Zeitraum (2016) die einkommensstärksten Regionen (18.240 – 19.900 €), während Galicien, Aragonien, Navarra und Madrid die einkommensschwächsten Regionen (11.600 – 13.260 €) darstellten. Dazwischen reihten sich die Regionen im Osten und Westen des Landes, also die Valencianische Gemeinschaft, Estremadura und Kastilien (14.920 – 16.580 €). Der Norden und der Süden (Kantabrien und Andalusien) bildeten ebenfalls einkommensschwache Regionen (13.260 – 14.920 €).
| Stadt                       | Anteil an der Gesamtbevölkerung (%) | Arbeitslosigkeit der über 15-Jährigen (%) | BIP pro Kopf, real ($ in KKP) | BIP/Kopf in Relation zu nationalem BIP/Kopf (%) |
| Alicante                    | 1                                   | 26                                        | 23.787                        | 77,6                                            |
| Barcelona                   | 8,6                                 | 20                                        | 43.858                        | 143,1                                           |
| Bilbao                      | 2,2                                 | 17,4                                      | 37.808                        | 123,4                                           |
| Cordoba                     | 0,8                                 | 33,6                                      | 22.170                        | 72,3                                            |
| Coruna                      | 0,9                                 | 20                                        | 27.657                        | 90,2                                            |
| Donostia - San Sebastian    | 0,7                                 | 14,3                                      | 39.899                        | 130,2                                           |
| Elche/Elx                   | 0,5                                 | 26                                        | 25.788                        | 84,1                                            |
| Gijon                       | 0,6                                 | 21,1                                      | 25.478                        | 83,1                                            |
| Granada                     | 1,2                                 | 35,9                                      | 23.208                        | 75,7                                            |
| Las Palmas                  | 1,3                                 | 34,1                                      | 25.299                        | 82,5                                            |
| Madrid                      | 13,9                                | 19                                        | 42.102                        | 137,3                                           |
| Malaga                      | 1,8                                 | 32,6                                      | 22.983                        | 75                                              |
| Marbella                    | 0,6                                 | 32,6                                      | 23.426                        | 76,4                                            |
| Murcia                      | 1,3                                 | 26,6                                      | 25.881                        | 84,4                                            |
| Oviedo                      | 0,7                                 | 21,1                                      | 28.114                        | 91,7                                            |
| Palma de Mallorca           | 1,4                                 | 20                                        | 35.005                        | 114,2                                           |
| Pamplona                    | 0,8                                 | 15,7                                      | 38.629                        | 126                                             |
| Santa Cruz de Tenerife      | 1,1                                 | 30,1                                      | 27.335                        | 89,2                                            |
| Santander                   | 0,8                                 | 19,4                                      | 28.189                        | 92                                              |
| Saragossa                   | 1,6                                 | 20,8                                      | 34.712                        | 113,3                                           |
| Sevilla                     | 3,3                                 | 32,8                                      | 25.148                        | 82                                              |
| Valencia                    | 3,6                                 | 25,4                                      | 28.637                        | 93,4                                            |
| Valladolid                  | 0,9                                 | 18,1                                      | 31.338                        | 102,2                                           |
| Vigo                        | 1,2                                 | 24,7                                      | 25.685                        | 83,8                                            |
| Vitoria                     | 0,6                                 | 17,2                                      | 47.698                        | 155,6                                           |
| Quelle: OECD, CITIES (2014) |                                     |                                           |                               |                                                 |

Armutsgefährdung in Spanien nach Regionen im Jahr 2017, Quelle: Eurostat, EU-SILC

Die Daten der Tabelle beziehen sich auf das Jahr 2014 und zeigen die Unterschiede der Arbeitslosigkeit der über 15-Jährigen und die Unterschiede des BIP pro Kopf in den Städten Spaniens. Barcelona, Bilbao, Donostia - San Sebastian, Madrid, Palma de Mallorca, Pamplona, Saragossa, Valladolid und Vitoria haben überdurchschnittlich hohes Einkommen im Vergleich zum Wert für ganz Spanien. Cordoba, Malaga, Granada und Alicante gehören zu den Städten, die im Vergleich zum nationalen BIP/Kopf das niedrigste BIP/Kopf aufweisen. Die Städte mit dem höchsten BIP/Kopf weisen meist auch die niedrigsten Arbeitslosenquoten auf, während die Städte mit dem niedrigsten BIP/Kopf meist die höchsten Arbeitslosenquoten aufweisen.

### Regionale Armutsgefährdung
Die im Norden gelegenen Regionen Galicien und Asturien sind jene mit dem höchsten armutsgefährdeten Anteil der Bevölkerung (38% - 44%). Die niedrigste Armutsgefährdung wird in der Valencianischen Gemeinschaft, Murcia, Kastilien-La Mancha und Estremadura gemessen (14% - 20%). Madrid und Katalonien weisen eine Armutsgefährdungsquote von 20 % – 32 % auf.

## Geschlechterungleichheit

Entwicklung der Einkommensquintilverhältnisse in Spanien aufgeschlüsselt nach Geschlecht nach EU-SILC (2004–2017)

### Einkommensquintilverhältnis (S80/S20) nach Geschlecht
Das Einkommensquintilverhältnis gibt das Verhältnis des Gesamteinkommens von den 20 % der Männer bzw. Frauen mit dem höchsten Einkommen (oberstes Quintil) zum Gesamteinkommen der 20 % der Männer bzw. Frauen mit dem niedrigsten Einkommen (unterstes Quintil) an. Im Zeitverlauf steigt sowohl das Einkommensquintilverhältnis für Männer, als auch für Frauen. Im Jahr 2013 sind beide Zeitreihen kurzfristig gesunken, bevor sie danach einen uneinheitlichen Verlauf annahmen. Die letzte Beobachtung im Jahr 2017 zeigt, dass das Einkommensquintilverhältnis der Männer höher ist, als das der Frauen.

### Gender-Pay-Gap in Spanien

Entwicklung des Gender-Pay-Gap im Privaten Sektor nach EU-SILC (2007–2017)

Die Entwicklung des Gender-Pay-Gap in Spanien anhand der EU-SILC Daten für den privaten Sektor zeigt (ebenso wie der EU-27 Schnitt) einen negativen Trend, wobei die spanische geschlechtsspezifische Lohnlücke stärker um diesen Abwärtstrend schwankt. 2017 lag der GPG bei 15 %, was bedeutet, dass Spanier im Durchschnitt um 15 % mehr verdienen als Spanierinnen.

## Hintergründe
Im 20. Jahrhundert war Spanien durch den Wechsel von einer Diktatur zu einer Demokratie geprägt. Bezogen auf Ungleichheitsindikatoren fällt Spanien unter den EU-Mitgliedsländern auf die hinteren Ränge, unter anderem bedingt durch den Arbeitsmarkt und das Bildungssystem. Innerhalb der EU hat Spanien die fünftgrößte Anzahl an Bewohnern und auch das fünftgrößte Bruttosozialprodukt, wenn man aber das Bruttoinlandsprodukt pro Kopf in Kaufkraftparitäten betrachtet, erkennt man, dass es mit 92 Punkten unter dem EU-27 Durchschnitt von 100 Punkten liegt. Die Ungleichheit selbst hat sich seit dem Ende der Diktatur 1975 bis ins Jahr 2018 tendenziell reduziert, in Krisenzeiten kehrte sich diese Tendenz allerdings um. Mitte der 1990er Jahre verfiel Spanien in eine Rezession. Der bis dahin stetig sinkende Gini-Koeffizient stieg ab diesem Zeitpunkt wieder an. Nach einer darauffolgenden Phase, in der der Gini-Koeffizient wieder sank, veränderte sich der Einkommensungleichheitsindikator ab dem Beginn der Weltfinanzkrise 2007 abermals und zeigte eine steigende Ungleichheit auf.

### Arbeitsmarkt
Der spanische Arbeitsmarkt wird in der Literatur als dualer Arbeitsmarkt bezeichnet. Darunter versteht man, dass es auf der einen Seite Beschäftigung ohne Befristung gibt, die einen sehr hohen Arbeiterschutz genießen und dass es auf der anderen Seite Beschäftigung gibt, die durch auf kurze Zeit befristete, prekäre Arbeitsverhältnisse gekennzeichnet sind. Vor allem jüngere Personen sind zunächst in temporären Beschäftigungsverhältnissen tätig.  Aufgrund des dualen Arbeitsmarktes ist in Spanien eine relative hohe Lohnungleichheit gegeben. Diese Ungleichheit hat sich zwischen 1995 und 2002 verringert. Dies ist auf ein starkes reales Wachstum zurückzuführen, welches niedrigere Lohnsegmente stärker positiv beeinflusst hat als das der höheren.

### Bildung
Das Bildungssystem ist in Anbetracht der Einkommensungleichheit ein entscheidender Faktor. In Spanien ist dabei zum einen die Bildungsreform von 1990 (General Law of the Education System) zu erwähnen, in der das schulpflichtige Alter von 14 auf 16 Jahre angehoben wurde. Seit Mitte des 20. Jahrhunderts ist die Anzahl der Bildungsabschlüsse stark angestiegen, vor allem im sekundären und tertiären Bereich sind mehr Bildungsabschlüsse zu verzeichnen.
Ein weiteres Charakteristikum des spanischen Bildungssystems sind hohe Durchfallquoten bei universitären Eignungsprüfungen. Als Folge dessen resultiert eine komprimierte, stark qualifizierte obere Bildungsschicht. Zugleich gibt es einen großen Teil der Bevölkerung, dem weniger hohe Bildung zukommt, wodurch eine breite Bevölkerungsschicht in einen niedrigen Lohnsektor fällt. Dies deutet auf eine stark ausgeprägte Einkommensungleichheit hin. Dem entgegen steht eine eher geringe intergenerationelle Bildungspersistenz in Spanien, das Bildungsniveau der Eltern schlägt sich also nicht sehr stark auf das Bildungsniveau der Nachkommen nieder. Daraus resultiert ein geringerer Effekt auf die Einkommensungleichheit als in anderen europäischen Ländern.

### Öffentliche Soziale Ausgaben
Das aktuelle spanische Sozialsystem gibt es historisch gesehen noch nicht so lange wie das anderer europäischer Länder und hat seine Ursprünge im Jahre 1980. Zwar bestand schon während der letzten Jahre der Diktatur vor 1980 eine Art Sozialsystem, aber erst durch den Übergang zu einer Demokratie wurde es stärker ausgebaut. Federführend war in den ersten Jahren des Transformationsprozesses die sozialistische Regierungsspitze. 2008 gab der spanische Staat 13,8 % des Bruttoinlandsprodukts für die soziale Absicherung der Bevölkerung aus und lag damit unterhalb des EU-27 Schnittes von 17,6 % des BIPs.

## Weltwirtschaftskrise

### Bildung
Während der Weltwirtschaftskrise wurden die strukturellen Probleme im Bildungssystem ersichtlich. Als Folge der Krise hatten über eine Million Personen zwischen 16 und 24 Jahren in Spanien keine Beschäftigung. Unter den arbeitslosen Jugendlichen gab es eine hohe Rate an Schulabbrechern. Zudem ist es auch für gut ausgebildete junge Personen mangels Arbeitserfahrung schwierig in den Arbeitsmarkt einzutreten.

### Arbeitsmarkt
Kurz vor Beginn der Wirtschaftskrise Ende 2007 lag die Arbeitslosenquote auf einem historischen Minimum von 6 % bei Männern und 10 % bei Frauen. Die Krise erfolgte in zwei negativen Schocks am Arbeitsmarkt. Der erste in 2007 am Häusermarkt und der zweite 2008 am Finanzmarkt. Aufgrund beider Schocks erhöhte sich die Arbeitslosenquote. Schwer getroffen von der Krise waren jene Personen, die zuvor noch nicht am Arbeitsmarkt tätig waren und kurz davor standen einzutreten. Daraus resultierte nach der Wirtschaftskrise eine erhöhte Jugendarbeitslosigkeit in Spanien, die deutlich über dem EU-Durchschnitt lag.
Durch die Krise sank die Anzahl an Beschäftigten im Bausektor, der vorwiegend junge Individuen anstellt. Es waren 2010 weniger männliche Individuen zwischen 16 und 30 angestellt als vor der Krise. Zudem traf die Krise vor allem Beschäftigte im Niedriglohn-Sektor, also Individuen, die auch vor der Krise bereits stark negative von Einkommensungleichheit betroffen waren. Es ist daraus zu schließen, dass die Krise die Ungleichheit durch Veränderungen am Arbeitsmarkt verstärkt hat, da spezielle Gruppen getroffen wurden und sich nach der Krise nur leicht bis kaum erholt hatten.